# Corset fendu

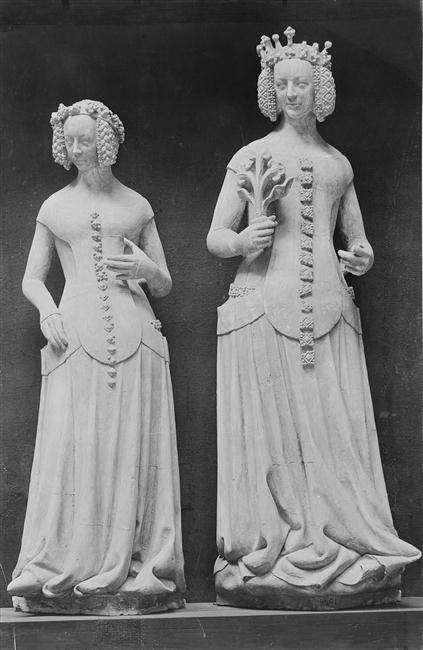
Członkinie francuskiej rodziny królewskiej w sukniach typu corset fendu - księżna Berry Joanna II owernijska i królowa Izabela bawarska. Wykonane w roku 1881 kopie rzeźb z pałacu książęcego w Poitiers z lat 1389-1393.

Corset fendu – wierzchnia suknia kobieca, będąca elementem reprezentacyjnego stroju dworskiego, której zachodnio- i środkowoeuropejska moda trwała od połowy XIV w.. Odmiana znanej od XIII w. szaty typu surcot w wersji surcot ouvert.
Suknia typu corset fendu nie miała rękawów i charakteryzowała się głębokimi wycięciami bocznymi, przez które widoczna była obcisła szata spodnia, zwykle uszyta z tkaniny innej barwy. Od bioder poszerzano ją klinami, które rozmieszczano w równych odstępach, natomiast górną część sukni często obszywano futrem, przeważnie gronostajowym.
Terminem corset fendu określa się również XIII-wieczny typ ubioru męskiego, który był szeroko wycięty po bokach.